# Combate de Pangal
El Combate de Pangal fue una batalla de la Patria Nueva chilena ocurrida en el marco de la llamada Guerra a Muerte el 22 de septiembre de 1820. Tuvo lugar en la zona homónima de la ribera norte del Laja entre las tropas de Vicente Benavides, comandadas por su lugarteniente Juan Manuel Picó con un total aproximado de 1700 hombres, y las fuerzas patriotas en número de 500 soldados al mando de Benjamín Viel y Carlos O'Carroll.
Picó empezó el combate con una carga de sable, a la que respondieron las fuerzas patriotas con una descarga de fusilería, permitiendo con ello a las fuerzas realistas envolverlos, cayendo sobre infantes y artilleros.
Esta acción fue una derrota para los patriotas, que experimentaron numerosas bajas. Se cree que en este combate Carlos O'Carroll fue fusilado por su condición de extranjero.